# Меротерпени
Меротерпе́н - це хімічна сполука, що має часткову терпеноїдну структуру.

## Приклади

### Терпенофеноли
Терпенофеноли - це сполуки, що входять до класу терпенів, природних фенолів . Рослини роду Humulus та Cannabis виробляють терпенофенольні метаболіти.  Прикладами терпенофенолів є: 
- Бакучіол
- Феругінол
- Мутізіантол
- Тотарол

Терпенофеноли також можуть бути виділені з тваринних організмів. Терпенофеноли метоксиконідіол, епіконікол та дідегідроконікол, виділені з асцидії Aplidium AFF. денсум, проявляють антипроліферативну активність. 